# Massimiliano Gubinelli
Massimiliano Gubinelli é um matemático italiano.
Estudou matemática na Universidade de Pisa.
Foi palestrante convidado do Congresso Internacional de Matemáticos no Rio de Janeiro (2018: A panorama of singular SPDEs).